# 得撫島

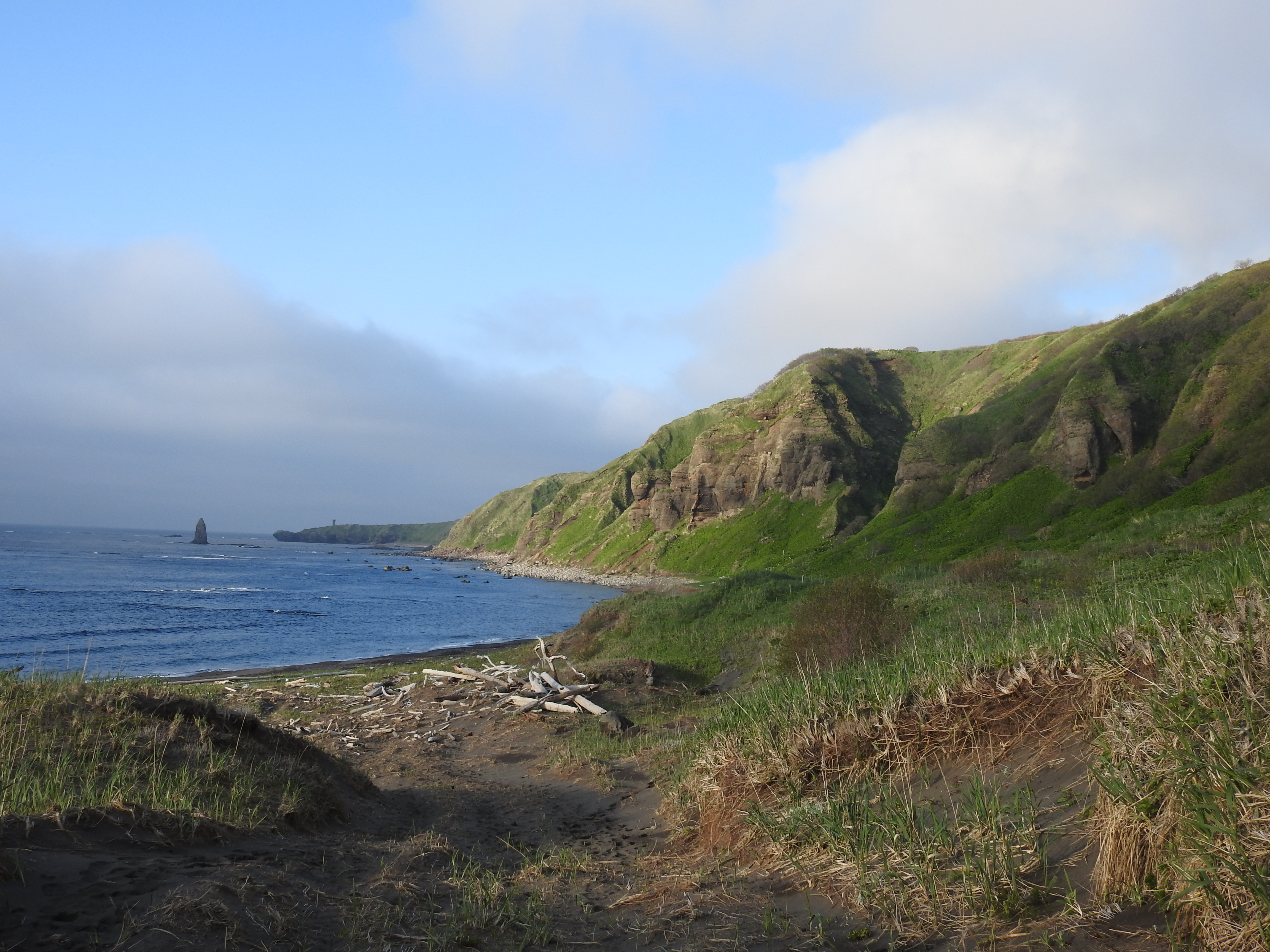
得撫島北東部にある見嶋湾。遠景の岬の日本が建てた灯台の周りには、ウルップソウの大群落がある。

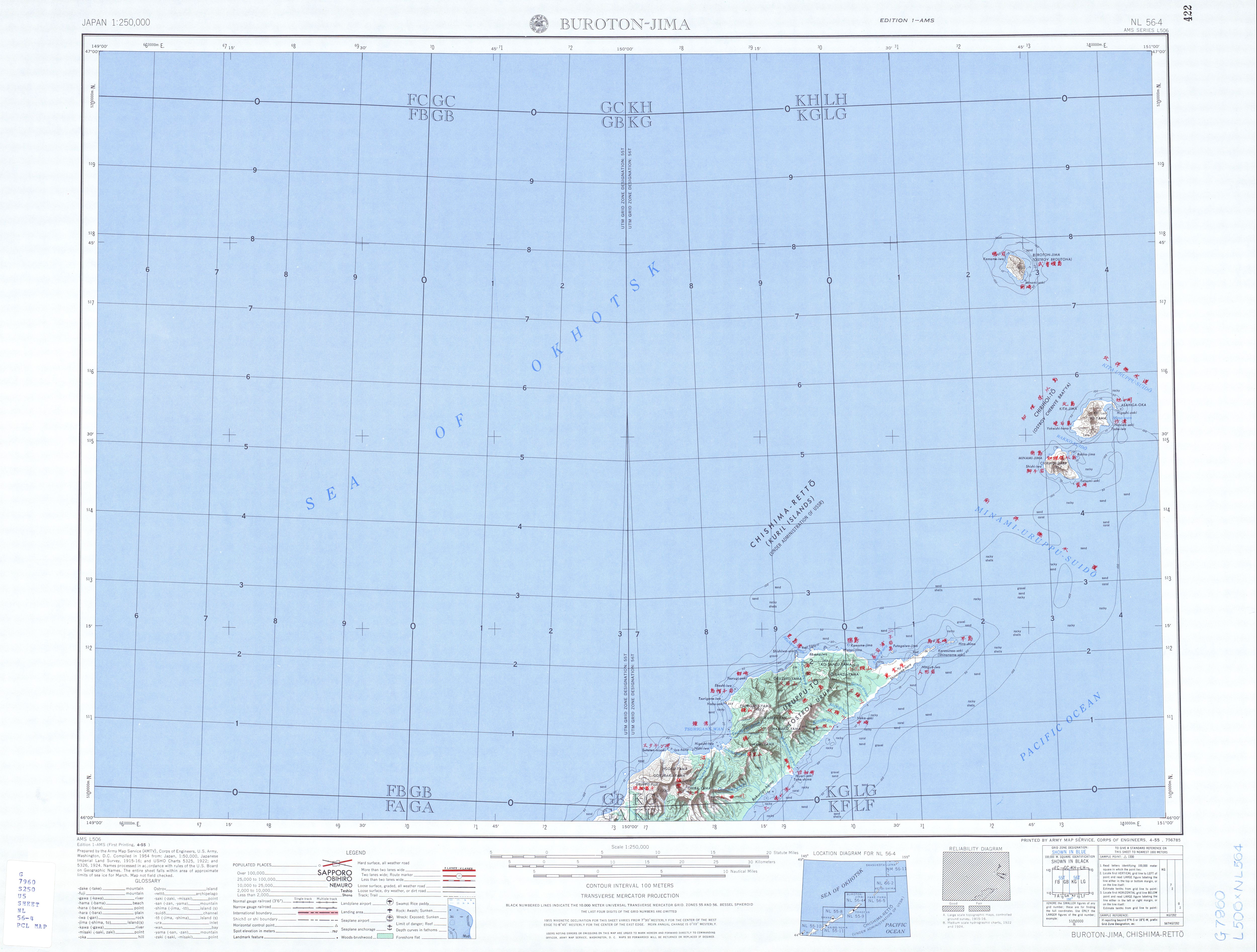
昭和29年の武魯頓島・知理保以島・得撫島

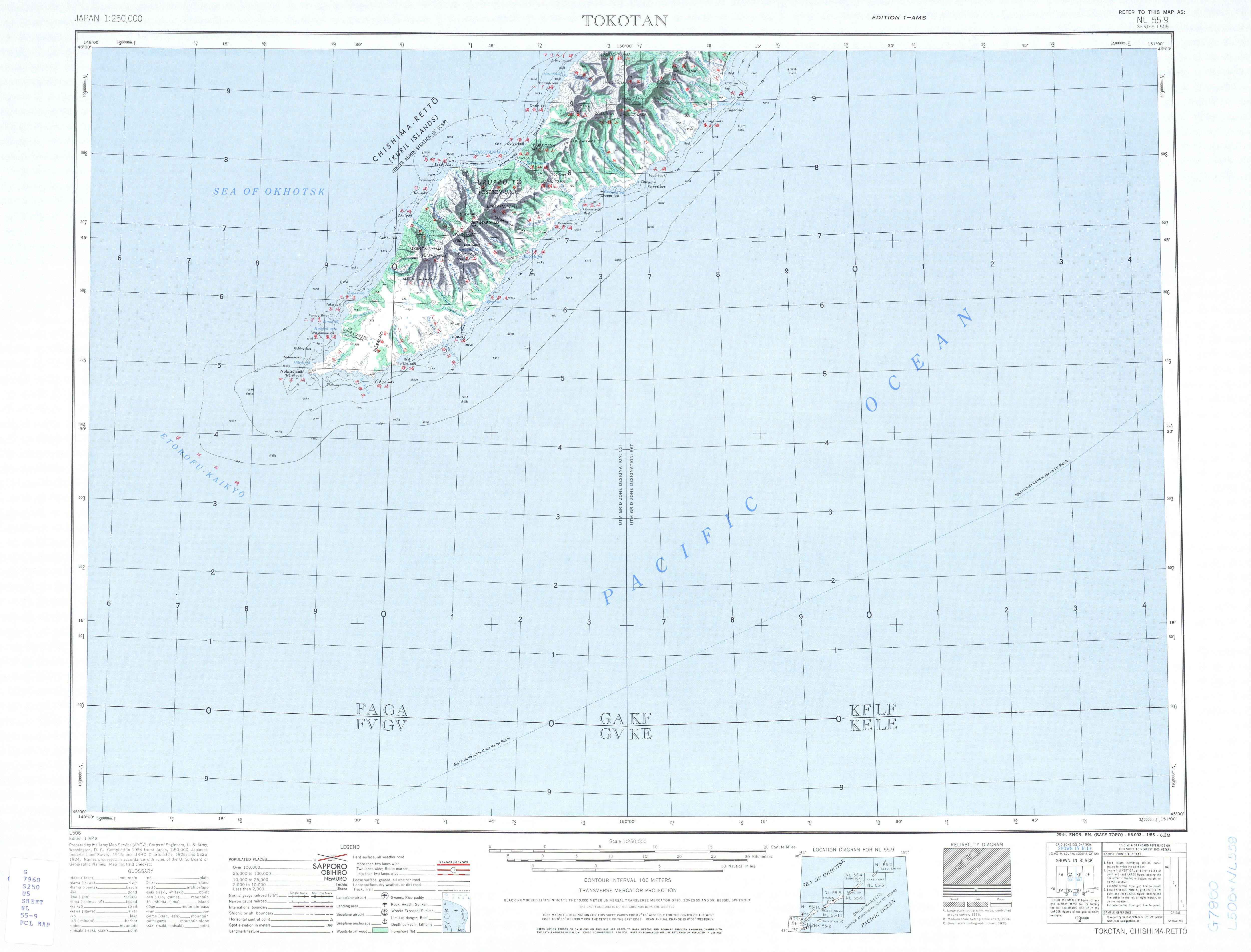
昭和29年の得撫島（南部）

得撫島（うるっぷとう）は、千島列島にある島。ロシア名はウループ島 (Остров Уруп)、英語表記はUrup。得撫郡に属した。

## 概要
島の名前の由来は、アイヌ語で「紅鱒」を意味する「ウルㇷ゚(小書きのプ)」から。知里真志保の著書にもこのことが記してある。
スイスの企業グループ「ソルウエイ・インベストメント・グループ」の子会社「クリル　ゲオ」による大規模な金鉱開発が展開されている。
近世においては定住者がおらず、択捉島など他島のアイヌ民族が漁猟のために一時的に居住していたのみであった。18世紀のロシアの南下にあわせて本格的に入植が行われ有人島になっていたが、明治年間に日本領に編入されてからは実質的には一時居住者のみで、定住者は存在しなかった。
2019年ロシア政府は経済特区に指定した。
年産で約1トンの金と年産4トンの銀が産出されるアジア有数の金鉱山がある。開発はスイスの鉱山会社　クリルゲオ社が行っている。

## 地勢・位置

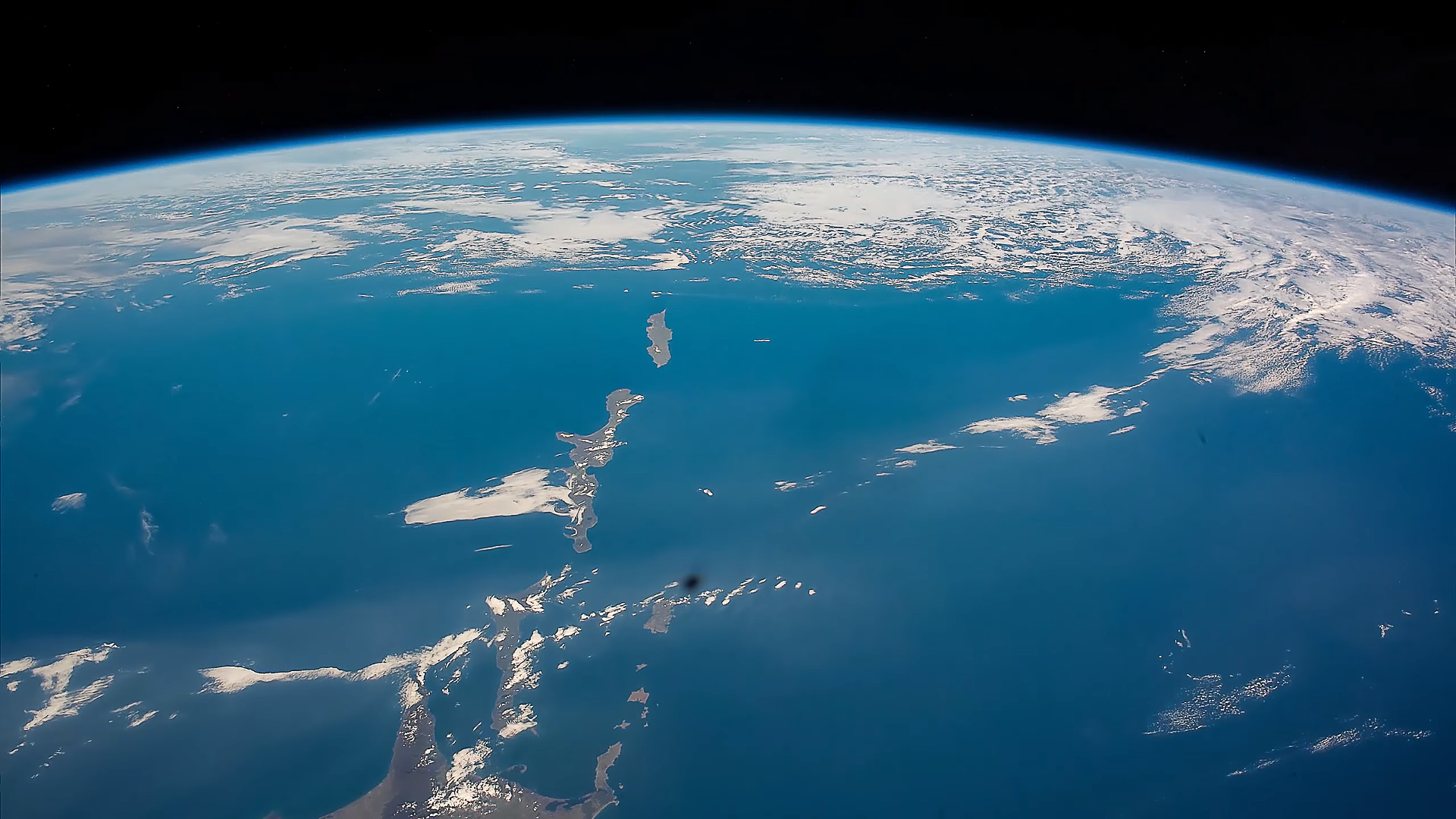
国際宇宙ステーションから見た歯舞群島、色丹島、国後島、択捉島、得撫島

長さ約 115 キロメートル、幅は約 20 キロメートルで、択捉水道（ロシア名：フリーズ海峡 пр. Фриза）を隔て、およそ 40 キロメートルで択捉島と相対し、北東方向110 キロメートルには新知島がある。全体的に北東から南西に向けて細長いエンドウマメのような形を持つ。国後島より僅かに小さく、千島列島では4 番目に大きな面積を有する。
山岳地帯には活火山が含まれ、主な火山は以下の通り。
- 得撫富士（うるっぷふじ、海抜 1,328 メートル[3][注釈 1]、英語表記：Kolokol）

1780年の10年前後から、1973年までに度々噴火が確認されている。
- 台場山（だいばざん、542 メートル[4]、Rudakov)
- 硫黄山（いおうざん、998 メートル[5]、Tri Sestry）
- 白妙山[6]（しろたえさん、1,426 メートル[1][2][6]、Ivao、最高峰）

以上の火山の周辺にも複数の山がある。火山があるため、現在も噴煙や温泉が噴出しており、硫黄の臭いが漂う。オホーツク海側には、温泉が滝となって流れている箇所がある。
島は海獣保護区に指定されていることから「ラッコの島」とも呼ばれている。北端の烏ノ尾岬は最大のラッコの生息地であり、300～400頭が確認されている。

### 植生他
択捉島との間には、植物学で言う分布境界線（宮部線）がある。ここは（植物学上の）温帯と亜寒帯との境であり、得撫島より北の島には広葉樹林が見られなくなる。
島には、戦時中に旧日本軍が作ったトーチカが残っている。また、旧ソ連の実効支配が始まってからは国境警備隊が駐留していた。北東部に防空レーダー基地、測候所、灯台などが集中し、150人程が居住していたが、現在は撤退により放置され、廃墟や残骸と化した。
スイスの鉱山会社SolwayがDanchenkovsky（Kupol）鉱床とAinskoye鉱床の二か所で金を採掘している。

### 北西岸
- 伸津岬（のぶのつさき） - 島の南西端にして台地の突端険崖。北方1.2海里に外ノ岩と称す高さ20m余の岩嶼あり。外ノ岩の更に北東1.1海里に内ノ岩がある。
- 二子島（ふたごじま） - 内ノ岩の北方2.7海里にあり最高点52mの島。エトピリカが多数生息する。戦艦武蔵も錨泊した泊地あり。
- 高埼（たかさき） - 二子島の北方約1.6海里にある高角にして、前面4鏈に亘り岩石が羅列する。更に北東8海里にある赤埼までは平地少なく渓流あるのみ。玄武岩の磊が続く。
- 二見山（ふたみやま） - 1319m。高埼の南約5km。北方は急崖の岩山。
- 白旗山（しらはたやま） - 1308m。全山這松を生じ黒色を呈す。

### 床丹湾
とこたんわん。ピリカモエ埼から温泉埼に至る約8海里の弓形開湾。
- 床丹川 - 河口より約2鏈で床丹湖（とこたんこ）に至る。
- 上陸地は床丹川北を適とするが、河口は風浪によって変じ陸行は困難である。

### 鐘湾
つりがねわん。床丹湾の北東約20海里にある島最大の湾。旧・オトイマモイ湾。口幅6海里、湾入2.5海里。
- スタテン岬（みさき） - 湾口最南端にて形石地蔵の如し。東方約5鏈に巨岩の姉岩・妹岩あり。
- 磯鼻（いそはな） - スタテン岬の東約1.8海里にある高さ11mの岩角。付近は奇形なる熔岩が重畳する。瀧川の上流に温泉あり。
- 東岩（ひがしいわ） - 磯鼻の東方約1.9海里。その西方に西岩あり。共に熔岩にしてその間に小湾を成す。小湾の西に干出の平坦岩礁・内ノ瀬、内ノ瀬の南方海岸に潮見岩がある。小湾の東に鉢巻岩。
- 伸岬（のぶさき） - 湾の北端。高さ224mの絶壁。
- 上陸地は、鉢巻岩近くに流れ込む年越川河口、および鐘川河口。沼川（ぬまかわ）は飲水に適さず。

## 気候
緯度はそれ程高くないにもかかわらず、寒流の親潮と強力なアリューシャン低気圧の影響により亜寒帯気候（ケッペンの気候区分のDfc）となっている。この気候は極地の気候（ケッペンの気候区分のET）に近く、穏やかで霧の多い夏と寒く雪が多い冬がある。
実際の気候は、シベリア本土や満州の強い大陸性気候よりもはるかにアリューシャン列島の亜極海洋性気候と似ているが、2月の平均気温−5.8 °C (21.6 °F)は「海洋性」気候の下限をはるかに下回っている。得撫島は他の千島列島の島々と同じく、季節遅延は非常に大きく、最も気温が高いのは8月と9月、最も低いのは2月である。実際、夏至よりも秋分の方が暖かい。
| 得撫島の気候                                      | 得撫島の気候  | 得撫島の気候 | 得撫島の気候 | 得撫島の気候 | 得撫島の気候 | 得撫島の気候 | 得撫島の気候  | 得撫島の気候  | 得撫島の気候  | 得撫島の気候 | 得撫島の気候 | 得撫島の気候 | 得撫島の気候     |
| 月                                                | 1月           | 2月          | 3月          | 4月          | 5月          | 6月          | 7月           | 8月           | 9月           | 10月         | 11月         | 12月         | 年               |
| ------------------------------------------------- | ------------- | ------------ | ------------ | ------------ | ------------ | ------------ | ------------- | ------------- | ------------- | ------------ | ------------ | ------------ | ---------------- |
| 最高気温記録 °C （°F）                            | 3.9 (39)      | 8.9 (48)     | 5.0 (41)     | 13.9 (57)    | 21.1 (70)    | 26.1 (79)    | 23.9 (75)     | 25.0 (77)     | 22.2 (72)     | 17.8 (64)    | 13.9 (57)    | 10.0 (50)    | 26.1 (79)        |
| 平均最高気温 °C （°F）                            | −2.8 (27)     | −3.9 (25)    | −1.7 (28.9)  | 2.8 (37)     | 6.1 (43)     | 8.9 (48)     | 12.2 (54)     | 13.9 (57)     | 13.3 (55.9)   | 9.4 (48.9)   | 3.9 (39)     | 0.0 (32)     | 5.2 (41.4)       |
| 日平均気温 °C （°F）                              | −4.7 (23.5)   | −5.8 (21.6)  | −3.6 (25.5)  | 0.3 (32.5)   | 3.3 (37.9)   | 5.8 (42.4)   | 8.9 (48)      | 10.8 (51.4)   | 10.3 (50.5)   | 6.9 (44.4)   | 2.0 (35.6)   | −2 (28)      | 2.7 (36.9)       |
| 平均最低気温 °C （°F）                            | −6.7 (19.9)   | −7.8 (18)    | −5.6 (21.9)  | −2.2 (28)    | 0.6 (33.1)   | 2.8 (37)     | 5.6 (42.1)    | 7.8 (46)      | 7.2 (45)      | 4.4 (39.9)   | 0.0 (32)     | −3.9 (25)    | 0.2 (32.4)       |
| 最低気温記録 °C （°F）                            | −16.1 (3)     | −16.1 (3)    | −17.8 (0)    | −8.9 (16)    | −3.9 (25)    | −2.8 (27)    | 0.0 (32)      | 2.8 (37)      | 0.0 (32)      | −2.2 (28)    | −7.2 (19)    | −12.2 (10)   | −17.8 (0)        |
| 降水量 mm （inch）                                | 116.6 (4.591) | 76.5 (3.012) | 93.0 (3.661) | 97.0 (3.819) | 93.5 (3.681) | 71.6 (2.819) | 117.9 (4.642) | 103.6 (4.079) | 154.9 (6.098) | 158.5 (6.24) | 139.2 (5.48) | 149.1 (5.87) | 1,371.4 (53.992) |
| 出典：Worldwide Bioclimatic Classification System |               |              |              |              |              |              |               |               |               |              |              |              |                  |

## 歴史
続縄文時代とオホーツク文化期に集落が発達した時期があるが、日本側の資料によると18世紀までは定住者が居なかった。以後、択捉島など他島のアイヌの定住や、ロシアが使役のためアレウト人を入植させるなど、住民の定着が見られるようになる。
- 1635年（寛永12年） - 松前藩が千島列島を含む蝦夷地の地図を作成。
- 1643年、オランダ東インド会社所属の地理学者マルチン・ゲルリッツエン・フリースが上陸し、十字架を立て｢コンパニースラント｣（東インド会社の土地）と命名して、領土宣言をした[8]。
- 1651年（慶安4年） - 正保国絵図のため松前藩が提出した地図に、「ウルフ」の名がある。
- 1700年（元禄13年） - 幕命により松前藩は千島や勘察加を含む蝦夷全図と松前島郷帳を作成。
- 1715年（正徳5年） - 松前藩主は幕府に対し、「十州島、唐太、千島列島、勘察加」は松前藩領と報告。
- 1754年（宝暦4年） - 松前藩家臣の知行地として松前藩によって開かれた国後場所に含まれる。
- 1766年 - ロシア人イワン・チョールヌイ（ロシア語版）（Иван Чёрный）がカムチャツカ半島から南下し、毛皮目的のラッコの捕獲などを開始。以後、日露両国の活動が交錯する。
- 1771年（明和8年） - 「択捉島のアイヌ」と「羅処和島のアイヌ」が団結し、得撫島と磨勘留島でロシア人を数十人殺害する[9]。
- 1780年（安永9年）4月 - 島に津波が押し寄せ、ロシア船が陸へ打ち上げられる[10]。
- 1786年（天明6年） - 最上徳内が幕吏として初の本格的な調査を実施。
- 1791年（寛政3年） - 最上徳内が択捉島と得撫島を探検。松田伝十郎、ラッコ漁を業とする[11]。
- 1801年（享和元年） - 富山元十郎・深山宇平太が日本領であることを示す「天長地久大日本属島」の柱を建てる。天長地久とは老子7章からの言葉で「天長く地久し」という、永遠不変の意（天長節・地久節はこれに由来）。
- 1855年（安政元年） - 日露通好条約（不平等条約のひとつ）によりロシア領とされる（択捉水道が国境線になる）。クリミア戦争中、9月に英仏海軍によって一時的に占領される。
- 1875年（明治8年） - 樺太・千島交換条約により再び日本領となり北海道 (令制)千島国得撫郡に含まれる。町村制は施行せず北海道根室支庁の直轄地として統治する。『根室県史草稿』によると、ロシアからの引継時の住民は33名、『明治9年千島三郡取調書』には11戸23名とある。
- 1877年（明治10年）、樺太・千島交換条約の条約附録により、島民はロシア国籍を選択して退去、しばらく定住者なしが続く。
- 1905年（明治38年）、「徴発物件一覧表」によると、この年以降、1世帯2名の居住が確認される。
- 1916年（大正5年） - 臘虎膃肭獣猟獲取締法による海獣保護地域に指定され、通年居住が禁止される。ただし、同法施行前からの既得権を持つ択捉島の漁民が4 - 10月の漁期に床丹や見島に滞在している。
- 1941年（昭和16年）6月13日 - 得撫島沖合で北千島学術調査団員を乗せた蛟龍丸が沈没。乗員、団員8人が死亡[12]。
- 1943年（昭和18年） - 得撫島北端のカラス岬で飛行場建設が始まる。
- 1945年（昭和20年）8月31日 - ソ連軍が上陸し占領。島の守備にあたっていた独立混成第129旅団が武装解除される[13]。日本が降伏した9月2日に出された一般命令第1号により、ソ連占領地とされた。
- 1946年（昭和21年） - GHQ指令により、日本の施政権が正式に停止される。直後に、ソ連が領有を宣言する。
- 1952年（昭和27年） - サンフランシスコ講和条約で日本は領有権を放棄する。しかしソ連はその条約に調印していないため、日本政府は千島列島の帰属は未確定と主張する。
- 1991年 - ソビエト連邦の崩壊後に成立したロシア連邦が実効支配を継承。
- 2019年 - ロシア政府は経済特区を設置し、島南西部で金鉱床の採掘を開始する。

## 気象通報の島
かつて得撫島は、NHKラジオ第2放送の「気象通報」で「ウルップ島」として天気が伝えられていた。しかし1997年7月19日を最後に観測結果の入電が途絶え、2001年12月3日に正式に観測地点から除外される。その理由は公表されていないが、島の気象測候所が廃止されたという説が支配的である。